# 安藤麻里
安藤 麻里（あんどう まり、1987年10月12日 - ）は、日本の元プロボクサー。元WBC女子世界ミニフライ級王者、初代WBA女子世界ライトミニマム級王者。大阪府枚方市出身。京都市のプロボクシングジム・フュチュールジム所属。
豹柄のヘアがトレードマーク。

## 来歴
京都西山高校では砲丸投げの選手として近畿インターハイ京都代表を経験。その後平成スポーツトレーナー専門学校に進む。

### デビュー
2008年の日本ボクシングコミッション（JBC）第1回女子プロテストでC級合格。7月21日、地元大阪のよみうり文化ホールにて大内さくら戦でプロデビュー。しかし判定負け。
9月15日の小林悠梨戦も判定で連敗。
2009年2月15日、この試合がデビュー戦となる上田千穂と対戦。一人がイーブン、2人が1ポイント差の僅差ながら2-0判定となり3戦目で初勝利を挙げる。
8月23日、多田悦子の世界初防衛戦の前座として玉置シュリーマンに判定勝利で連勝。
12月6日、大阪南港ATCホールにて行われた多田悦子 vs 富樫直美ダブルタイトルマッチ前座でカラヤ・ポスワンジムを3回TKOで退け、初のKO勝利とともに勝ち越しとする。
2010年5月16日、ATCホールで片山由美と対戦し、3回TKO勝利。2戦連続KO勝利で4連勝。B級昇格を果たす。
9月24日、後楽園ホールで初試合。風神ライカ・藤岡奈穂子の東洋太平洋ダブルタイトルマッチの前座として世界ランカーの伊藤まみと対戦するが、0-2判定負け。
12月5日、今度は地元の大阪南港ATCホールにおける多田4度目の防衛戦の前座で伊藤とダイレクトリマッチ。これを2-0判定で制する。
2011年4月17日、よみうり文化ホールにおける多田5度目の防衛戦の前座でウィモンラット・ソー・ポー・ロー・クルンテープを1回TKOで降す。A級昇格を果たす。
6月24日、神戸市立中央体育館にてペッノンヤーオ・シンワチャンチャラチャイを3回TKOで降し、2連続KO。

### WBA世界ライトミニマム級王座獲得
9月22日、後楽園ホールにて、「女子トリプル世界戦」の一戦として新設されたタイトルWBA世界女子ライトミニマム級王座決定戦を行う。タイのOPBFチャンピオン、アマラー・ゴーキャットジムを3-0の判定で下し王座獲得。多田悦子に続くフュチュールジム二人目、JWBCおよびアマチュア全日本選手権のいずれも経験していない女子選手では初、デビュー2戦を連敗した選手では男子を含めて初、さらに天海ツナミを抜いて当時としては日本女子ボクシング史上最年少記録となる23歳11ヶ月10日での世界王座獲得となった（2014年2月9日に山田真子が更新）。

#### 世界王座防衛
2012年2月19日、よみうり文化ホールにてダブル世界戦の一戦としてマリア・ヒメネス相手に初防衛戦を行い、3-0判定で初防衛成功。

#### 世界王座陥落
2度目の防衛戦は9月16日によみうり文化ホールにて11位の宮尾綾香を迎え撃つが、0-3判定で敗れ王座陥落、そして約2年ぶりの敗戦となった。

### 再起
2013年2月9日、アゼリア大正にて過去に天海ツナミの世界王座に挑戦したことのあるペッサイルン・ルークサイゴンディンと48kg契約で再起戦を行い、3回TKOで再起を果たした。

### 世界王座再挑戦
6月24日に後楽園ホールで宮尾綾香との再戦で王座返り咲きに挑んだが、判定0-3（93-97×3）で敗れ返り咲きはならなかった。
8月18日、韓国・ソウルにてWBO女子世界ミニフライ級王者・弘蘇云に挑むが、1-2の判定で敗れJBC公認後初の女子2階級制覇はならなかった。

### WBC世界ミニフライ級王座獲得（2階級制覇）
12月14日、アゼリア大正にて藤岡奈穂子が2階級挑戦のため返上して空位となったWBC女子世界ミニフライ級王座を4位のハセス・ノリエガ（ メキシコ）と争う。3回にダウンを喫し劣勢に立たされたが、中盤で巻き返し、7回には相手にオープンブローの減点もあり2-1の判定で勝利、藤岡に続き日本人女子では2人目となる世界王座2階級制覇を達成した。試合後、IBFライトフライ級王者柴田直子陣営より挑戦状が渡され、早ければ2014年夏の次々戦にも3階級制覇に挑む方向となった。

#### 初防衛失敗
初防衛戦は2014年5月17日にアゼリア大正にて10位の黒木優子を迎えるが、0-3判定で敗れ初防衛失敗。

### 再起
2015年2月28日、世界王座挑戦経験を持つジュジース・ナガワを相手に6回戦。3-0の判定で再起を飾った。
2015年9月18日、中国・浙江省寧波市にて蔡宗菊が持つWBC女子インターナショナルミニフライ級王座に挑むが、0-2の判定で敗れる。

### 3階級制覇挑戦
2016年3月19日、メキシコにてJBC公認としては女子2人目となる世界3階級制覇を懸けてWBC女子世界ライトフライ級王者イベス・サモラに指名挑戦者として挑むが、5回以降連打を浴び続け、6回52秒にセコンドのタオル投入TKOとなり自身初のKO負けを喫し3階級制覇を逃した。
2016年8月24日、島津アリーナ京都にてヨックカオ・セーンチャイジムを3回TKOで退け再起を果たす。

### ミニフライ級再挑戦
2016年12月18日、WBC女子世界ミニフライ級王座奪回を懸けて九電記念体育館にて黒木優子と2年7か月ぶりに再戦を行う。しかし、0-3（92-96×3）の判定で敗れ王座奪回はならず試合後に引退を表明した。

## 戦績
- プロボクシング:22戦 13勝 6KO 9敗

| 戦           | 日付           | 勝敗 | 時間    | 内容    | 対戦相手                                       | 国籍       | 備考                                                |
| ------------ | -------------- | ---- | ------- | ------- | ---------------------------------------------- | ---------- | --------------------------------------------------- |
| 1            | 2008年7月21日  | 敗北 | 4R      | 判定0-3 | 大内さくら(シャイアン山本)                     | 日本       | プロデビュー戦                                      |
| 2            | 2008年9月15日  | 敗北 | 4R      | 判定0-3 | 小林悠梨(真正)                                 | 日本       |                                                     |
| 3            | 2009年2月15日  | 勝利 | 4R      | 判定2-0 | 上田千穂(博多協栄)                             | 日本       |                                                     |
| 4            | 2009年8月23日  | 勝利 | 4R      | 判定3-0 | 玉置シュリーマン(神拳阪神)                     | 日本       |                                                     |
| 5            | 2009年12月6日  | 勝利 | 3R 1:49 | TKO     | カラヤ・ポスワンジム                           | タイ       |                                                     |
| 6            | 2010年5月16日  | 勝利 | 3R 1:10 | TKO     | 片山由美(ジャパンスポーツ)                     | 日本       |                                                     |
| 7            | 2010年9月24日  | 敗北 | 6R      | 判定0-2 | 伊藤まみ(イマオカ)                             | 日本       |                                                     |
| 8            | 2010年12月5日  | 勝利 | 6R      | 判定2-0 | 伊藤まみ(イマオカ)                             | 日本       |                                                     |
| 9            | 2011年4月17日  | 勝利 | 1R 1:32 | TKO     | ウィモンラット・ソー・ポー・ロー・クルンテープ | タイ       |                                                     |
| 10           | 2011年6月24日  | 勝利 | 3R 1:33 | TKO     | ペッノンヤーオ・シンワチャンチャラチャイ       | タイ       |                                                     |
| 11           | 2011年9月22日  | 勝利 | 10R     | 判定3-0 | アマラー・ゴーキャットジム                     | タイ       | WBA世界ライトミニマム級王座決定戦 王座獲得          |
| 12           | 2012年2月19日  | 勝利 | 10R     | 判定3-0 | マリア・ヒメネス                               | メキシコ   | WBA世界ライトミニマム級・防衛1                      |
| 13           | 2012年9月16日  | 敗北 | 10R     | 判定0-3 | 宮尾綾香(大橋)                                 | 日本       | WBA世界ライトミニマム級・防衛失敗                   |
| 14           | 2013年2月9日   | 勝利 | 3R 0:58 | TKO     | ペッサイルン・ルークサイゴンディン             | タイ       |                                                     |
| 15           | 2013年6月24日  | 敗北 | 10R     | 判定0-3 | 宮尾綾香(大橋)                                 | 日本       | WBA世界ライトミニマム級タイトルマッチ               |
| 16           | 2013年8月18日  | 敗北 | 10R     | 判定1-2 | 弘蘇云                                         | 韓国       | WBO女子世界ミニフライ級タイトルマッチ               |
| 17           | 2013年12月18日 | 勝利 | 10R     | 判定2-1 | ハセス・ノリエガ                               | メキシコ   | WBC女子世界ミニフライ級王座決定戦 王座獲得          |
| 18           | 2014年5月18日  | 敗北 | 10R     | 判定0-3 | 黒木優子(YuKO)                                 | 日本       | WBC女子世界ミニフライ級・防衛失敗                   |
| 19           | 2015年2月28日  | 勝利 | 6R      | 判定3-0 | ジュジース・ナガワ                             | フィリピン |                                                     |
| 20           | 2015年9月18日  | 敗北 | 10R     | 判定0-2 | 蔡宗菊                                         | 中国       | WBC女子インターナショナルミニフライ級タイトルマッチ |
| 21           | 2016年3月1日   | 敗北 | 6R 0:52 | TKO     | イベス・サモラ                                 | メキシコ   | WBC女子世界ライトフライ級タイトルマッチ             |
| 22           | 2016年8月24日  | 勝利 | 3R 0:46 | TKO     | ヨックカオ・セーンチャイジム                   | タイ       |                                                     |
| 23           | 2016年12月18日 | 敗北 | 10R     | 判定0-3 | 黒木優子(YuKO)                                 | 日本       | WBC女子世界ミニフライ級タイトルマッチ               |
| テンプレート |                |      |         |         |                                                |            |                                                     |

## 獲得タイトル
- 初代WBA女子世界ライトミニマム級王座(防衛1=陥落)
- 第5代WBC女子世界ミニフライ級(防衛0=陥落)